# Il conte Max (película de 1991)
Il conte Max («El conde Max» en italiano) es una película de comedia franco-italiana de 1991 dirigida por Christian De Sica y protagonizada por De Sica, Ornella Muti y Galeazzo Benti. Es una nueva versión de la película Il conte Max de 1957, que fue en sí misma una nueva versión de la película de 1937 Il signor Max. Ambas películas habían sido protagonizadas por el padre de Christian De Sica, Vittorio De Sica.

## Argumento
El joven Alfredo repara motores en Roma, pero es vulgar e ignorante, aunque Alfredo es muy amigo de un noble: el «conde Max». Max a menudo invita a Alfredo a su palacio, ya que se divierte con las maneras bruscas de Alfredo, y finalmente decide enseñarle las verdaderas formas de etiqueta. Cuando el conde Max se enamora de una misteriosa chica francesa y la persigue en París, Alfredo se encuentra solo en un palacio noble y organiza una gran fiesta.

## Reparto
- Christian De Sica como Alfredo.
- Ornella Muti como Isabella Matignon.
- Galeazzo Benti como conte Max.
- Anita Ekberg como Marika.
- Alain Flick como Pierre Dellafont.
- Antonello Fassari como Cesare.
- María Mercader como Madre de Pierre.
- Maurizio Fabbri como Faciolo.
- Bruno Corazzari como George.
- Karen Moore como Angelita.
- Françoise Brion como invitada de Pierre.
- Rosa Miranda como Giovanni.
- Raffaella Davi como Marisa.
- Lucia Stara como Patrizia.
- Egon von Fürstenberg como él mismo.
- Jacques Stany como portero del hotel.
- John Karlsen como mayordomo.
- Angelo Bernabucci como hombre romano en la plaza.